# George Symons (mornar)
George Thomas Macdonald Symons, britanski mornar in pomorščak * 23. februar 1888 Weymouth, Anglija † 3. december 1950 Southampton, Anglija.
Symons je bil ladijski opazovalec, ki je služil na ladji RMS Titanic. Symons, ki je bil v času Titanicove nesreče star 24 let, je bil eden od preživelih, ki je bil vkrcan v reševalni čoln št. 1, ob 1:05. Zložljiv čoln je imel na krovu le skromnih 12 ljudi, vključno s sedmimi člani posadke, zato je Symons postal po nesreči znan.

## Zgodnje življenje in Titanic
Symons se je rodil 23. februarja 1888 v Weymouthu v Dorsetu v Angliji. Bil je sin sin Roberta Jamesa Symonsa in Bessie Newman. Bil je eden od trinajstih otrok. 
Symons je skupaj z Archiem Jewellom delal kot opazovalec na ladji RMS Titanic. 14. aprila 1912 zvečer sta bila skupaj v opazovalnici do 22:00, ko sta ju zamenjala Frederick Fleet in Reginald Lee, ki sta pozneje opazila ledeno goro. Ko je Titanic trčil v ledeno goro in začel toniti, je bilo Symonsu ukazano, da gre na palubo in pomaga pri spuščanju reševalnih čolnov. Okoli 1:00 ure zjutraj je prvi častnik William McMaster Murdoch začel polniti čoln št. 1. Kljub ukazom, da se v čolne najprej vkrca ženske in otrocke, je Murdoch v reševalni čoln vkrcal Symonsa, skupaj z drugi petimi potniki, Sir Cosmo Duff-Gordon, Lucy, Lady Duff-Gordon, njeno tajnico in še tremi potniki prvega razreda. Čoln je dokončno zapustil ladjo Titanic ob 1:05 zjutraj. Nekaj ur pozneje je nato Symonsa rešila RMS Carpathia. 
Na krovu Carpathie je Symons srečal svojega brata Jacka, ki je bil član posadke te ladje.

## Poznejše življenje
Po potopu Titanica se je Symons vrnil v Veliko Britanijo in se kmalu zatem poročil z Mary Jane Bolt s katero sta imela dve hčerki.
Po začetku prve svetovne vojne je Symons služil v kraljevi pomorski mornarici. Kmalu je znova srečal svojega brata Jacka in še njunega drugega brata Boba, ki je bil v vojni hudo rajen. Vsi so preživeli vojno.
Symons je umrl 3. decembra 1950 v Southamptonu, star 62 let. 